# Notiphila minima
Notiphila minima är en tvåvingeart som beskrevs av Cresson 1917. Notiphila minima ingår i släktet Notiphila och familjen vattenflugor. Inga underarter finns listade i Catalogue of Life.